# Wandsbeker Industriebahn
| Wandsbeker Industriebahn                                                    | Wandsbeker Industriebahn |
| --------------------------------------------------------------------------- | ------------------------ |
| Karte der Strecken der Wandsbeker Industriebahn auf heutigem Stadtgrundriss |                          |
| Streckenlänge:                                                              | 1961: 7,8 km             |
| Spurweite:                                                                  | 1000 mm (Meterspur)      |
| Streckengeschwindigkeit:                                                    | 15 km/h                  |
|                                                                             |                          |

Die Wandsbeker Industriebahn GmbH diente als Güteranschlussbahn in der Stadt Wandsbek bzw. ab 1938 im Hamburger Stadtteil Wandsbek fünfzig Jahre lang der Zustellung von Güterwagen vom eigenen Übergabebahnhof Hamburg-Wandsbek zu fast vierzig Industriebetrieben. Rund zwanzig davon waren die Gesellschafter dieser GmbH.

## Geschichte

Industriebahn im Wandsbeker Hefewerk um 1920

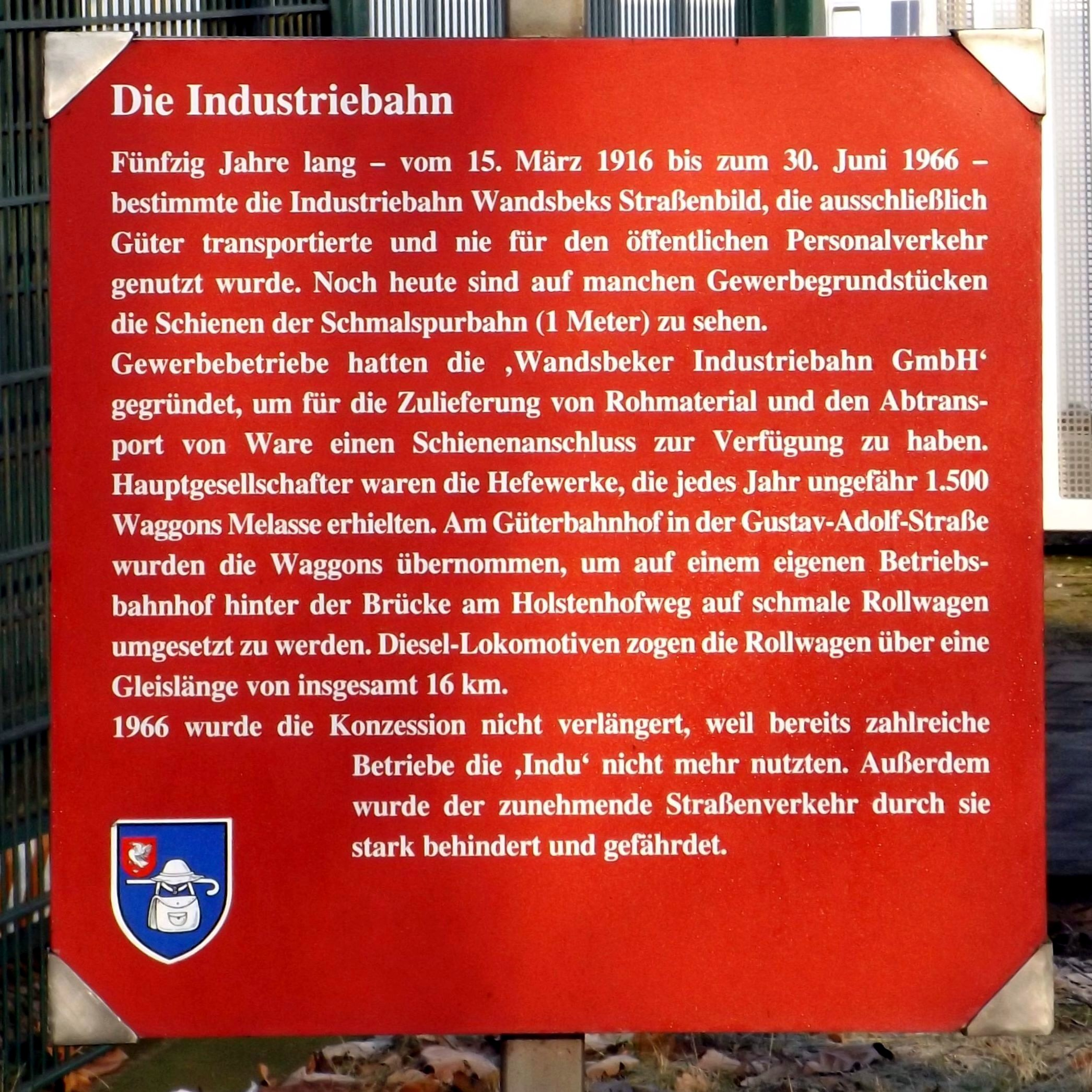
Geschichtstafel vor der Hefefabrik Ohly zur Industriebahn Hamburg-Wandsbek

Modell der Industriebahn im Wandsbeker Heimatmuseum

Bemerkenswert an dieser Bahn, die am 15. März 1916 eröffnet wurde, waren die Spurweite und der elektrische Betrieb.
Der Übergabebahnhof war mit dem Güterbahnhof der Lübeck-Büchener Eisenbahn-Gesellschaft – ab 1938 Deutsche Reichsbahn (bzw. nach dem Zweiten Weltkrieg Deutsche Bundesbahn) – verbunden. Er besaß normal- und schmalspurige Gleise, die Strecken in den Straßen der Stadt waren ausschließlich in Meterspur verlegt worden. Die Gleise des Übergabebahnhofes waren großenteils mit Oberleitung versehen, so dass die Elektrolokomotive hier verkehren konnte.
Die Statistik nennt für 1961 eine Gesamtgleislänge von 7,8 km in Meterspur und 1,7 km Normalspur.
Die normalspurigen Güterwagen wurden auf Rollwagen zugestellt. Die Züge wurden anfangs mit elektrischen Akku-Lokomotiven, die im Bahnhof auch an der Oberleitung betrieben werden konnten, ab 1919/20 bis 1957 mit Dampfloks befördert. Von 1941 bis zur Stilllegung am 30. Juni 1966 wurden auch Dieselloks eingesetzt. Im Übergabebahnhof war bis zuletzt eine E-Lok im Oberleitungsbetrieb tätig; die Bahnstrecke Lübeck–Hamburg (Vogelfluglinie) wurde erst 2008 elektrifiziert.
Nach Stilllegung der Industriebahn wurden bis in die 1980er Jahre noch normalspurige Güterwagen mit DB-Culemeyer-Straßenrollern zugestellt, wobei die Kesselwagen für die Firma Reichold (früher: BECKACITE KUNSTHARZ G.m.b.H.) im Werksgelände auf Schmalspur-Rollwagen abgesetzt wurden.

## Strecke
Der Übergabebahnhof lag südlich der Bahnstrecke Hamburg–Lübeck, östlich vom Holstenhofweg. Östlich ging von dort ein Gleis bis zur Schimmelmannstraße, von dort führte das Gleis mit Fahrtrichtungswechsel westlich die Straße entlang, wo es vier Anschließer gab, und endete noch vor dem Holstenhofweg.
Westlich ging das Gleis aus dem Übergabebahnhof bis zum Holstenhofweg, bog dort nach Norden ab und führte auf der Straße über die Eisenbahnstrecke hinweg. Über Ölmühlenweg und Am Stadtrand ging es bis zur Tilsiter Straße, vor dieser endete die Strecke in einer Kehrschleife. Ein Zweiggleis führte in die Helbingstraße, ein weiteres von dieser in die Helbingtwiete bis über die Friedrich-Ebert-Straße hinaus, die Anschlüsse nördlich der Friedrich-Ebert-Straße wurden aber vor 1949 schon aufgegeben. An dieser Strecke lagen über zwanzig Gleisanschlüssen mit dem Hauptkunden Beckacite Kunstharz in der Helbingstraße.
Ein weiteres bedeutendes Gleis zweigte am Ende der Bahnüberführung des Holstenhofweges von dieser Strecke ab und führte wieder südlich bis zur Bahnstrecke, westlich abschwenkend nördlich dieser bis zu Efftingestraße, auf dieser nördlich auf die Holzmühlenstraße und führte dann nördlich der Wandse Richtung Westen zur Hogrevestraße, auf dieser weiter und endete vor der Wendemuthstraße. Hier befand sich mit der Norddeutschen Hefewerke einer der Hauptanschließer. Von diesem Gleis zweigte kurz hinter der Holzmühlenstraße ein Anschlussgleis ab, dass bis über die Walddörferstraße reichte.
Die Anschlussgleise waren in der Regel so gelegt, dass die Züge vom Güterbahnhof zu den angeschlossenen Firmengeländen geschoben werden konnten, so wurden Umsetzfahrten auf der Straße vermieden.

## Lokomotiven
| Nummer | Bauart                          | Hersteller      | Baujahr                          | Spurweite | Herkunft | Anmerkung |
| ------ | ------------------------------- | --------------- | -------------------------------- | --------- | --- | --- |
| 1      |                                 | Do-el           | 1917?                            | 1000 mm   | | Akkulok, ca. 1924 ausgemustert |
| 2      |                                 | Do-el           | 1917?                            | 1000 mm   | | Akkulok, ca. 1924 ausgemustert |
| 3      |                                 | Do-el           | 1917?                            | 1000 mm   | | Akkulok, ca. 1924 ausgemustert |
| 4      | Jung (Kirchen (Sieg))           | Bn2t (Dampflok) | 1919, FNr.: 2888, Typ 160/175 PS | 1000 mm   | 28. April 1919 neu geliefert                                                                                              | 16,3 t; 1957 abgestellt, 1960 verschrottet |
| 5      | O&K                             | Bn2t (Dampflok) | 1919, FNr.: 8784                 | 1000 mm   | neu geliefert | 1957 abgestellt, 1960 verschrottet |
| 6      | Deutz                           | Bdm             | 1941, FNr.: 36778, Typ A6M420 R  | 1000 mm   | 3. April 1941 neu geliefert                                                                                               | 1966 abgestellt, 1967 verschrottet |
| 1II    | UEG / Benrather Maschinenfabrik | Bo-el           | 1899, FNr.: 32 / 75              | 1000 mm   | neu geliefert an Granitwerk Hasserode; Industriebetrieb in Münster (Hazemag oder Lancier?); 1924 Wandsbeker Industriebahn | 1967 AEG, Berlin (zunächst vorgesehen als Museumsstück, um 1983 verschrottet)                                                                             |
| 2II    | O&K                             | Bdh             | 1957, FNr.: 25691, Typ MV8       | 1000 mm   | 19. Oktober 1957 geliefert an Wandsbeker Industriebahn                                                                    | 1966 Steinhuder Meer-Bahn (StMB) 101; 1971 Appenzeller Bahn (CH) Tm 501; 2009 UEF D6                                                                      |
| 3II    | O&K                             | Bdh             | 1957, FNr.: 25692, Typ MV8       | 1000 mm   | 19. Oktober 1957 neu geliefert                                                                                            | 1966 Steinhuder Meer-Bahn 102; 1972 Glaser, München (Händler); 1972 Bauunternehmung STRABAG, Hamburg, für Hafenausbau Lomé, Togo/Afrika (1980 abgestellt) |